# Atenodoro Cananita
Atenodoro Cananita (en griego antiguo, ̉Αθηνόδωρος Κανανίτης, a veces traducido por Athenodoros), también llamado Atenodoro de Tarso, fue un filósofo estoico. Nació cerca del año 74 a. C. en Canana, cerca de la ciudad de Tarso, en la moderna Turquía y murió en el año 7 d. C., Su padre se llamaba Sandon.

## Biografía
Estudió con Posidonio de Rodas y fue el maestro de Octavio, el futuro César Augusto, en Apolonia de Iliria. En 44 a. C. parece que siguió a Octavio a Roma y que continuó ahí con las clases. Se dice que una vez allí llegó a reprender abiertamente al futuro emperador, y que le ordenó recitar el alfabeto antes de reaccionar con ira. Más tarde Atenodoro regresó a Tarso, en donde tuvo un papel importante en la expulsión del gobierno de Boëthus y en esbozar una nueva constitución para la ciudad que terminó en una oligarquía prorromana.
Plinio el Joven dice que Atenodoro alquiló una casa en Atenas. Al parecer Atenodoro quedó un poco extrañado por el precio de la casa, muy barato para su tamaño. Cuando Atenodoro se encontraba escribiendo en un libro a altas horas de la noche, se dice que se le apareció un fantasma. El fantasma, que arrastraba unas cadenas, le indicó a Atenodoro que le siguiese y lo llevó a un patio en el que desapareció. El filósofo marcó el lugar y al día siguiente, con el permiso de los magistrados de la ciudad, cavó la tierra en ese punto y encontró el esqueleto de un viejo encadenado. Una vez que el esqueleto recibió una correcta sepultura, se dice que el fantasma no volvió a aparecer de nuevo en la casa.
Estrabón, Cicerón y Eusebio le tuvieron en muy alta estima. Después de su muerte se comenzó a celebrar un festival anual en Tarso, con sacrificios en su honor.

## Obra
A Atenodoro se le atribuyen los siguientes trabajos:
- Un trabajo contra las Categorías de Aristóteles (aunque a veces esta obra se atribuye a Atenodoro Cordilión).
- Una historia de Tarso.
- Un trabajo dedicado a Octavia la menor.
- Un trabajo titulado περί σπουδη̃ς και παιδείας ("Sobre el celo y la juventud").
- Un trabajo titulado περίπατοι ("Discursos").

Ninguno se ha conservado, pero también ayudó a Cicerón en su obra De Officiis y se ha sugerido que su obra pudiera haber influido en Séneca y Pablo de Tarso (San Pablo).